# Siclag

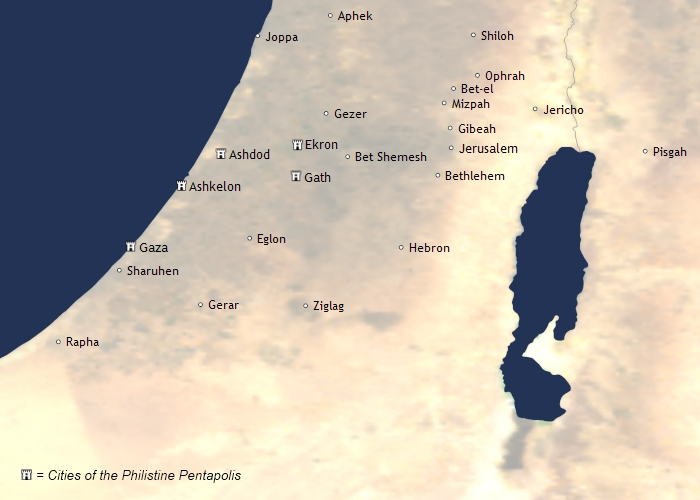
Localización de Siclag en la región de Judea.

Siclag (heb. Tsiqlag, tal vez serpenteante o que reboza) fue una ciudad ubicada en la región suroccidental de Judá, que le fue asignada a la Tribu de Simeón. 

## Breve historia
Siclag fue una de las trece ciudades de la herencia de Simeón que quedó dentro del territorio de Judá. Sin embargo, no fue ocupada por los simeonitas por algún tiempo, pues en los días del Rey Saúl, todavía estaba en mano de los filisteos. Durante la persecución del rey Saúl a David, debido a los celos, David vivió como exiliado y aceptó como refugio esta ciudad otorgada por el Rey Aquis de Gat.(1 Samuel 27:2-6). Desde ahí en adelante, se la consideró propiedad de los reyes de Judá.
Mientras David seguía a los filisteos durante la última campaña de estos contra Saúl, los amalecitas tomaron la ciudad de Siclag y la incendiaron. Cuando David regresó, la encontró destruida, y sus habitantes cautivos, los persiguió, liberó a la gente y tomó un gran botín.
Posteriormente, es mencionada en la Biblia en el período posterior al exilio como perteneciente a Judá.

## En la actualidad
Se ha identificado Siclag como Tell el-Khuweilfeh, a unos 22,5 km al noroeste de Beerseba, pero esto no es seguro, porque se encuentra en medio del territorio de Judá, y eso no concuerda con la ubicación que debería tener como una base desde la cual David supuestamente habría atacado el sur de ese territorio. Otros lugares sugeridos son Tell-el Mâlijah, a unos 29 km al este de Gaza, o Tell esh-Sheri´ah, aunos 24 km al sudeste de Gaza. Más recientemente, el arqueólogo Yosef Garfinkel y su equipo han sostenido que la ciudad bíblica se encuentra localizada en el sitio arqueológico de Khirbet ar-Ra'i, sobre la base de datos filológicos, arqueológicos y geográficos.